# Paraopeba (gemeente)
Paraopeba is een gemeente in de Braziliaanse deelstaat Minas Gerais. De gemeente telt 23.410 inwoners (schatting 2009).

## Verkeer en vervoer
De plaats ligt aan de radiale snelweg BR-040 tussen Brasilia en Rio de Janeiro. Daarnaast ligt ze aan de wegen BR-135 en MG-231.